# DO-DO FOR ME
「DO-DO FOR ME」（ドゥ・ドゥ・フォー・ミー）は1996年10月21日にソニー・ミュージックレコーズから発売された知念里奈のデビュー・シングル。

## 解説
日本テレビ系「アムロ今田きっとNo.1」エンディングテーマ。振付は牧野アンナ。

### ナイナイのオールナイトニッポンでの扱い
ナインティナインがパーソナリティをつとめる「ナインティナインのオールナイトニッポン（第1期）」、「ナインティナイン岡村隆史のオールナイトニッポン」（ニッポン放送系、木曜25:00-27:00）で時々オンエアされ、ナインティナイン（岡村隆史と矢部浩之）が歌っているものもオンエアされた。
1997年にテレビ番組で知念と共演した岡村が「やたらと目があった。自分に気があるんちゃうか?」と妄想したことから番組ネタとして盛り上がり、1998年4月に知念のゲスト出演が実現。これ以降岡村のお気に入り曲となり、番組内でも特別扱いするようになっていった。
2006年は12月最後の3週に連続してオンエアされ、年越し特番で2007年に入ってすぐ、生バンドで矢部が歌った。なお、知念は2015年から横浜アリーナで毎年開催されている『岡村隆史のオールナイトニッポン歌謡祭 in 横浜アリーナ』に2015年、2017年、2018年、2019年と4度出演し、本曲を歌唱。番組には2017年2月、2019年11月にもゲスト出演。リスナーからはサビの歌詞の「ワチャゴナ（What'Cha Gonna）」の愛称で親しまれており、2018年頃からは同番組の「校歌」と呼ばれるようになった。

## 収録曲
全作詞：前田たかひろ　全作曲・編曲：久保こーじ
Mixed by Chris Lord-Alge
1. DO-DO FOR ME (4:59)
2. black paradise (5:12)
3. DO-DO FOR ME （Backing Track） (4:59)

## 収録アルバム

### DO-DO FOR ME
- オムニバス『ビーチサイドのラブ･ストーリー 〜'97 summer〜』（1997年5月21日）
- オリジナル『Growing』（1998年6月10日）※U.K. Mix
- ベスト『Passage 〜Best Collection〜』（2000年3月23日）
- ベスト『Rina Chinen 20th Anniversary 〜Singles & My Favorites〜』（2017年2月8日）

### black paradise
- ベスト『Rina Chinen 20th Anniversary 〜Singles & My Favorites〜』（2017年2月8日）